# Calciumsulfaat
Calciumsulfaat is een anorganische verbinding met de formule {\displaystyle {\ce {CaSO4}}}. Van calciumsulfaat zijn meerdere hydraten bekend. Een van de hydraten is beter bekend onder de naam gips, een ander onder de naam pleisterkalk. De verschillende vormen zijn allemaal witte vaste stoffen, die slecht oplosbaar zijn in water. Industrieel heeft calciumsulfaat vele toepassingen. De aanwezigheid van calciumsulfaat in water is de bron van permanente hardheid.

## Hydraten en kristalstructuur
De verbinding  komt voor als anhydraat en twee verschillende hydraten. Deze verschillende vormen hebben elk hun eigen kristalstructuren.
- {\displaystyle {\ce {CaSO4}}}, het anhydride.[1] De structuur is verwant aan die van zirkoon, een zirkoniumsilicaat. De calciumionen hebben coördinatiegetal 8, de sulfaatgroep is tetraëdrisch waarbij de zuurstofatomen een drievoudige coördinatie hebben.
- {\displaystyle {\ce {CaSO4.\scriptstyle {\frac {1}{2}}}}}{\displaystyle {\ce {H2O}}} (bassaniet): het hemihydraat, ook bekend als pleisterkalk. Dit hydraat voor in twee vormen: α-hemihydraat en β-hemihydraat.[2]
- {\displaystyle {\ce {CaSO4.2H2O}}} (gips en seleniet): het dihydraat.[3]

## Toepassingen
Zie ook Gips
De voornaamste toepassing van calciumsulfaat is als pleister in de bouw in de vorm van stucwerk. Deze toepassing maakt gebruik van het feit dat na verpoederen en calcineren calciumsulfaat bij het weer toevoegen van water eerst een pasta vormt, die over tijd uithardt tot kristallijn calciumsulfaat-dihydraat. Een praktisch bijkomstigheid is dat het dihydraat na uitharden slecht in water oplosbaar is.

Vermengd met polymeren is het toegepast als cement bij botbreuken. Kleine hoeveelheden gecalcineerd calciumsulfaat (tot 15%) kunnen aan gewone grond worden toegevoegd. Na van het mengsel een pasta gemaakt te hebben kan het op dezelfde manier gebruikt worden als adobe (dat zijn sterkte verliest als het nat wordt).

### Hydratatie en dehydratie
Bij voorzichtige verwarming gaat het dihydraat over in het gedeeltelijk gedehydrateerde mineraal bassaniet of pleisterkalk. Dit mineraal heeft de formule {\displaystyle {\ce {CaSO4.n}}}{\displaystyle {\ce {H2O}}}, waarbij n een waarde heeft tussen 0,5 en 0,8. Temperaturen tussen 100 en 150 °C zijn voldoende om het eerste water uit de structuur te verdrijven. De benodigde temperatuur en tijd hangen af van de vochtigheid in de omgeving. In industriële opstellingen worden temperaturen tot 170 °C gebruikt, maar hierbij begint ook de omzetting naar het γ-anhydraat. De energie die hier aan het gips wordt toegevoerd, de hydratatie-energie, wordt in deze fase niet gebruikt om het materiaal warmer te maken, maar om het water als waterdamp uit te drijven. De vergelijking voor de partiële dehydratie is:
{\displaystyle {\ce {CaSOI4.2H2O}}} {\displaystyle {\ce {->[{\ce {\Delta}}]}}} {\displaystyle {\ce {CaSO4.\scriptstyle {\frac {1}{2}}}}}{\displaystyle {\ce {H2O\ +\ 1\scriptstyle {\frac {1}{2}}}}}{\displaystyle {\ce {H2O ^}}}
Het feit dat het onttrekken van water aan calciumsulfaathydraten een endotherm proces is speelt een belangrijke rol in de brandwerende eigenschappen van gipsplaat. Tijdens een brand zal de constructie achter een gipsplaat relatief koel blijven door de warmte die gebruikt wordt om het kristalwater aan het gips te onttrekken. Hierdoor wordt schade aan de achterliggende structuur voorkomen, of in ieder geval  vertraagd.
{\displaystyle {\ce {CaSO4.\scriptstyle {\frac {1}{2}}}}}{\displaystyle {\ce {H2O\ +\ 1\scriptstyle {\frac {1}{2}}}}}{\displaystyle {\ce {H2O\ \longrightarrow \ CaSO4.2H2O}}}
In tegenstelling tot bijna alle andere gecalcineerde mineralen keert calciumsulfaat, als het bij kamertemperatuur gemengd wordt met water, na een aantal minuten als pasta weer terug het vormvaste dihydraat. Deze tweede, exotherme reactie maakt de productie van allerlei vormvaste dingen mogelijk, variërend van gipsplaat tot schoolbordkrijtje, gips om gebroken benen en gietvormen voor metalen voorwerpen.

Door de omstandigheden van het droogproces aan te passen kan de poreusheid van het hemihydraat gestuurd worden tussen het zogenoemde α- en β-hemihydraat (chemisch gezien zij de twee vormen vrijwel gelijk).
Bij verwarmen tot 180 °C, ontstaat de vrijwel watervrije vorm, γ-anhydriet {\displaystyle {\ce {CaSO4.nH2O}}} waarin n waarden heeft tussen 0 en 0,05. γ-anhydriet reageert slechts langzaam weer tot het dihydraat, een eigenschap die in sommige commerciële droogmiddelen wordt uitgebuit. Bij verhitten boven 250 °C ontstaat de volledig watervrije vorm, het β-anhydriet of "natuurlijk" anhydriet. Natuurlijk anhydriet reageert niet met water, zelfs niet op een geologische tijdschaal, tenzij het heel fijn verdeeld wordt.
De variabele samenstelling van het hemihydraat en γ-anhydriet, en hun makkelijke omzetting in elkaar, is terug te voeren op hun vrijwel identieke kristalstructuur waarin "kanalen" optreden die variable hoeveelheden water of andere moleculen als methanol kunnen bevatten.

### Voedselindustrie
De hydraten van calciumsulfaat worden in de voedselindustrie toegepast als vlokvormingsmiddel in producten als tofoe.
In Europa is calciumsulfaat bekend onder E nummer E516 en als zodanig toegestaan als voedsel-additief.
Door de Amerikaanse FDA is calciumsulfaat toegestaan in kaas en daaraan verwante producten, ontbijtgranen, bakkerijproducten, diepvries toetjes, zoetstoffen voor jams, in groente- en tomaten-bijgerechten en in sommige snoepjes
De FAO, werkend onder de vlag van de VN kent calciumsulfaat als verdikkingsmiddel, meelverbeteraar, bakpoeder.

### Tandheelkunde
De geschiedenis van calciumsulfaat in de tandheelkunde is zeer lang. Het is toegepast voor de regeneratie van botweefsel, zowel als (tijdelijke) vervanger van bot als om de herstellende botgroei in goede banen te leiden. Calciumsulfaat is biocompatibel en wordt na implantatie volledig geresorbeerd. Het ontlokt geen ontstekings- of allergische reacties en genereert een calcium rijke omgeving rond het implantaat.

### Andere toepassingen

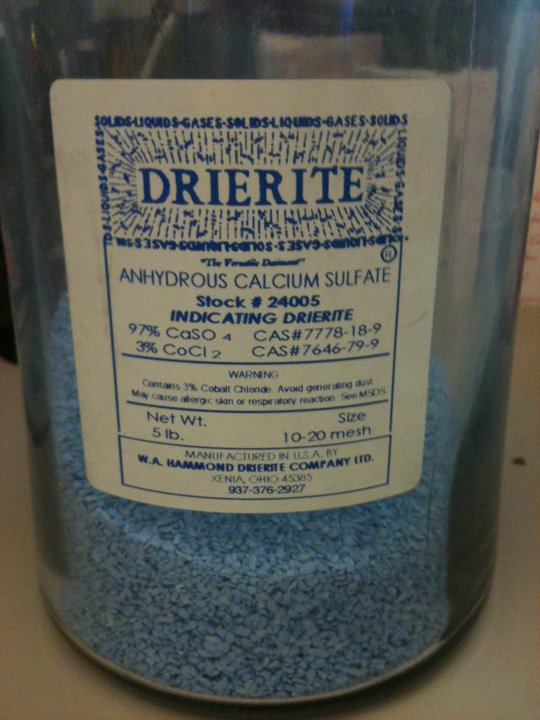
Drierite

Calciumsulfaat is onder de merknaam "Drierite" verkocht als droogmiddel. Aan het calciumsulfaat was een kleine hoeveelheid kobalt(II)chloride toegevoegd. Deze stof is in een droge omgeving (het droogmiddel werkt nog goed) blauw. In een vochtige omgeving (het droogmiddel is uitgewerkt) is deze stof zwak roze gekleurd. 
Tot in de jaren 70 van de 20e eeuw werd op basis van calciumsulfaat zwavelzuur in commerciële hoeveelheden gemaakt in Whitehaven (Cumbria, UK). Na mengen met schalie of mergel komt tijdens het roosten zwaveldioxide vrij, een uitgangsstof voor zwavelzuur. In de reactie ontstaat ook calciumsilicaat, een in de productie van Cement (bouwmateriaal) (als klinker) belangrijke tussenstap.
{\displaystyle {\ce {2CaSO4\ 2\ 2SiO2\ \longrightarrow \ 2CaSiO3\ +\ 2SO2\ +\ O2}}}
In de fabriek werd zwavelzuur via het "anhydriet-proces" gemaakt. Hierin was de klinker zelf een bijproduct. In dit proces vervangt anhydriet (calciumsulfaat) het gebruikelijke kalksteen (calciumcarbonaat) in het mengsel dat cement moet worden. Onder reducerende omstandigheden ontstaat zwaveldioxide in plaats van koolstofdioxide. Zwaveldioxide wordt via het contactproces met vanadium(V)oxide als katalysator.
{\displaystyle {\ce {CaSO4\ +\ 2C\ \longrightarrow \ CaS\ +\ 2CO2}}}
{\displaystyle {\ce {3CaSO4\ +\ CaS\ +\ 2SiO2\ \longrightarrow \ 2Ca2SiO4\ +\ 4SO2}}}
{\displaystyle {\ce {3CaSO4\ +\ CaS\ \longrightarrow \ 4CaO\ +\ 4SO2}}}
{\displaystyle {\ce {Ca2SiO4\ +\ CaO\ \longrightarrow \ Ca3OSiO4}}}
{\displaystyle {\ce {2SO2\ +\ O2\ ->[{\ce {V2O5}}]\ 2SO3}}}
{\displaystyle {\ce {SO3\ +\ H2O\ \longrightarrow \ H2SO4}}}

## Voorkomen en productie
De voornaamste bronnen voor calciumsulfaat zijn in de natuurvoorkomend gips en anhydriet die wereldwijd veel voorkomen als evaporiet. Exploitatie vindt zowel plaats in dagbouw als in ondergrondse mijnbouw. De jaarproductie aan natuurlijk gips ligt op jaarbasis rond 130 miljoen ton.
Naast de uit de natuur gewonnen hoeveelheid calciumsulfaat komt het ook vrij als bijproduct bij verschillende processen:
- In de rookgasontzwavelingsinstallatie wordt fijn verdeeld calciumcarbonaat gebruikt om het gehalte zwaveldioxide te verminderen in de rookgassen die ontstaan bij de verbranding van fossiele brandstoffen of bij de productie van cement:[15]

{\displaystyle {\ce {2SO2\ +\ \scriptstyle {\frac {1}{2}}}}}{\displaystyle {\ce {O2 + CaCO3 -> CaSO4 + CO2}}}
Verwante ontzwavelingsmethoden gebruiken calciumhydroxide. Sommige geven in eerst instantie een onzuivere vorm van calciumsulfiet dat tijdens het bewaren aan de lucht oxideert tot calciumsulfaat.
- Bij de productie van fosforzuur wordt apatiet, een (onzuivere) vorm van calciumfosfaat, behandeld met zwavelzuur. Het slecht oplosbare calciumsulfaat slaat neer. Het neerslag is in het Engels bekend onder de naam: "phosphogypsum". Hoewel het voornamelijk uit calciumsulfaat bestaat, is het verontreinigd met een groot aantal andere elementen, waaronder het radioactieve uranium en vervalproducten daarvan als thorium, radium, radon en polonium. Dit soort verontreinigingen komen standaard voor in natuurlijk calciumfosfaat, maar maken deze vorm van calciumsulfaat ongeschikt als uitgangsstof voor gipsplaat of pleisterkalk.

Het winnen van het uranium uit deze vorm van calciumfosfaat kan een zelfstandige, economische activiteit zijn. Dit hangt af van de prijs van uranium op de wereldmarkt, maar ook van lokale wet- en regelgeving. Het alternatief is namelijk eeuwigdurende opslag wat milieutechnische problemen oplevert. Met de verkoop van het gewonnen uranium kunnen de kosten van de isolatie (deels) bestreden worden.
- Om waterstoffluoride te bereiden wordt calciumfluoride behandeld met zwavelzuur, waarbij het calciumsulfaat neerslaat.

{\displaystyle {\ce {CaF2\ +\ H2SO4\ ->2HF\ +\ CaSO4(v)}}}
- De bereiding van zuiver zink verloopt via een oplossing van zinksulfaat waaraan calciumhydroxide wordt toegevoegd. Tijdens het neerslaan van calciumsulfaat vindt coprecipitatie plaats van zware metalen als barium.
- Een steeds belangrijker wordende bron van calciumsulfaat wordt gevormd door sloopafval van gipsplaat.

Calciumsulfaat is ook een belangrijke component, naast calciumcarbonaat {\displaystyle {\ce {(CaCO3)}}}, in allerlei aanslagen op oppervlakken, meestal beschreven als ketelsteen, zoals industriële warmtewisselaars, omdat de oplosbaarheid van calciumsulfaat, in tegenstelling tot de algemene trend, afneemt met toenemende temperatuur. Zie hiervoor ook de sectie: Retrograde oplosbaarheid.

### Op Mars
In 2011 is op Mars door de robot Opportunity een ader gevonden met wat op de foto's lijkt op het mineraal gips.

## Retrograde oplosbaarheid

Temperatuurafhankelijkheid van de oplosbaarheid van 3 verschillende fasen van calciumsulfaat in puur water

Het oplossen van de verschillende vormen van calciumsulfaat in water is een exotherm proces en maakt warmte vrij (vermindering van enthalpie: ΔH < 0). De vrijgekomen energie in de vorm van warmte vormt een essentieel onderdeel van de reactieproducten. De reactievergelijking voor het oplossen van calciumsulfaat kan dus geschreven worden als (normaal wordt het water boven de reactiepijlen genoteerd, maar dat past niet meer, en per saldo id het ook een van de reactanten):
{\displaystyle {\ce {CaSO4_{(}s)\ +aq_{\longrightarrow }^{\longleftarrow }\ Ca_{aq}^{2+}\ +\ SO4_{aq}^{2-}\ +\ warmte}}}
Een gevolg van het principe van Le Chatelier is, dat als de oplossing weer afgekoeld wordt, het systeem zal reageren door warmte te ontwikkelen, ofwel meer calciumsulfaat gaat in oplossing. De oplosbaarheid van calciumsulfaat neemt dus toe met afnemende temperatuur en omgekeerd, daalt bij stijgende temperatuur. Dit tegendraadse oplosbaarheidsgedrag wordt retrograde oplosbaarheid genoemd. Het is tegenovergesteld aan de effecten die bij de meeste zouten optreden, maar daarvan is de oplosreactie endotherm (dat wil zeggen: de reactie kost energie, de enthalpie neemt toe: ΔH > 0) en de oplosbaarheid neemt toe met stijgende temperatuur. Om dezelfde thermodynamische reden vertoont ook portlandiet, een vorm van calciumhydroxide, dit gedrag. Om dus de maximale hoeveelheid {\displaystyle {\ce {CaSO4}}} op te lossen in water, moet de oplossing dus afgekoeld worden tot zijn vriespunt in plaats van wa voor de meeste zouten geldt: verhitten tot het kookpunt.

## Tabel met gegevens per type hydraat
|               | Anhydraat                     | Hemihydraat                                                                          | Dihydraat                          |
| ------------- | ----------------------------- | ------------------------------------------------------------------------------------ | ---------------------------------- |
| Formule       | {\displaystyle {\ce {CaSO4}}} | {\displaystyle {\ce {CaSO4.\scriptstyle {\frac {1}{2}}}}}{\displaystyle {\ce {H2O}}} | {\displaystyle {\ce {CaSO4.2H2O}}} |
| Molaire massa | 136,14 g/mol                  | 145,15 g/mol                                                                         | 145,15 g/mol                       |
| CAS-nummer    | 7778-18-9                     | 10034-76-1                                                                           | 10101-41-4                         |
| PubChem       |                               |                                                                                      | 24928                              |
| Dichtheid     | 2,96 g/cm³                    |                                                                                      | 2,32 g/cm³                         |
| Oplosbaarheid | 2,6 g/liter (25 °C)           |                                                                                      |                                    |
| Ks            | 4,93 × 10−5                   |                                                                                      | 3,14 × 10−5                        |
| pKz           | 10,4                          |                                                                                      | 7,3                                |